# イペカリオヤシ
イペカリオヤシ(ipekari oyasi)は、樺太のアイヌ民話に伝わる妖怪。マワオヤシ(mawa oyasi)とも呼ばれる。
人間が山中で野営をし、焚き火をして食事をとっていると、突然後ろから現れて手を出し、食べ物を求める。言われた者が食べ物を差し出すと、また食べ物を求め、きりがない。
食べ物の代わりに、焚き火で熱く焼けた石や薪をその手に乗せてやると、「ないならないで、なぜ言ってくれない!」と言って逃げてしまう。
イペカリオヤシの「イペ」(ipe)は「食物」、「エカリ」(ekari)は「ねだる」、「オヤシ」(oyasi)は「ばけもの」を意味する。またマワオヤシの「マワ」(mawa)は「飢えている」の意である。